# Auður Ava Ólafsdóttir
Œuvres principales
Miss Islande, Rosa candida
Auður Ava Ólafsdóttir, née en 1958 à Reykjavík, est une écrivaine islandaise.

## Biographie
Auður Ava Ólafsdóttir a un frère aîné et, contrairement à celui-ci, a appris à lire à un âge très précoce.
Elle fait ses études en histoire de l'art à la Sorbonne de Paris.
Active dans la promotion de l'art, elle a été professeure d'histoire de l'art à l'Université d'Islande et directrice du musée de l'Université d'Islande avant de devenir écrivaine à plein temps.
Elle est lauréate du prix des libraires du Québec 2011 pour Rosa candida (Afleggjarinn, paru en 2007, qui est traduit en français en 2010 aux éditions Zulma), son troisième roman après Le Rouge vif de la rhubarbe (Upphækkuð jörð, « Terre relevée »), paru en 1998, et L'Embellie (Rigning í nóvember, littéralement : « Pluie de novembre »), paru en 2004, qui reçoit le prix de littérature de la ville de Reykjavík.
Le Théâtre national islandais a produit sa première pièce de théâtre à l'automne 2011.
Elle reçoit en 2016 le Prix littéraire des jeunes Européens pour son roman L'Exception (Undantekningin, 2012), le Prix de littérature islandaise (Íslensku bókmenntaverðlaunin) en 2016 pour Ör (Hôtel Silence), Le Grand Prix de littérature du Conseil nordique pour Ör en 2018.
Le 8 novembre 2019, elle reçoit le prix Médicis étranger pour son roman Miss Islande.
En mars 2024, Hôtel Silence, une adaptation cinématographique de son roman Ör par la réalisatrice québécoise Léa Pool est porté au grand écran.
Elle vit à Reykjavík ainsi que ses deux filles.

## Œuvres

### Romans
- Upphækkuð jörð (1998, Terre surélevée) Publié en français sous le titre Le Rouge vif de la rhubarbe, traduit par Catherine Eyjólfsson, Paris, Zulma, 2016  (ISBN 978-2-84304-756-5)
- Rigning í nóvember (2004, Pluie en novembre) Publié en français sous le titre L'Embellie, traduit par Catherine Eyjólfsson, Paris, Zulma, 2012  (ISBN 978-2-84304-589-9) ; réédition, Paris, Points no P3239, 2014  (ISBN 978-2-7578-3315-5) ; réédition, Paris, Zulma, coll. « Z a » no 37, 2017  (ISBN 978-2-84304-796-1)
- Afleggjarinn[8] (2007, Ramification) Publié en français sous le titre Rosa Candida, traduit par Catherine Eyjólfsson, Paris, Zulma, 2010  (ISBN 978-2-84304-521-9) ; réédition, Paris, Points coll. « P2772 », 2012  (ISBN 978-2-7578-2259-3) ; réédition, Paris, Pointdeux, 2013  (ISBN 978-2-36394-156-5) ; réédition, Paris, Zulma, coll. « Z a » no 20, 2015  (ISBN 978-2-84304-733-6)
- Undantekningin (2012, Exception) Publié en français sous le titre L'Exception, traduit par Catherine Eyjólfsson, Paris, Zulma, 2014  (ISBN 978-2-84304-695-7) ; réédition, Paris, Points no P4260, 2016  (ISBN 978-2-7578-5114-2)
- Ör[9] (2016, Flèche) Publié en français sous le titre Ör, traduit par Catherine Eyjólfsson, Paris, Zulma, 2017  (ISBN 978-2-84304-806-7)
- Ungfrú Ísland (2019, Miss Islande) Publié en français sous le titre Miss Islande, traduit par Éric Boury, Paris, Zulma, 2019  (ISBN 978-2-84304-869-2) – Prix Médicis étranger
- Dýralíf[10],[11] (2020, Faune) Publié en français sous le titre La Vérité sur la lumière, traduit par Éric Boury, Paris, Zulma, 2021  (ISBN 9791038700642)
- Eden[12],[13] (2023)  traduit par Éric Boury, Paris, Zulma, 2023  (ISBN 9791038702288)

### Poésie
- Sálmurinn um glimmer (2010, L'hymne du mica)

### Théâtre
- Les Enfants d'Adam (2011)
- Swans Mate for Life (2014)

## Prix et distinctions
- 2011 : prix des libraires du Québec, catégorie hors-Québec pour Rosa Candida
- 2016 : Prix Littéraire des Jeunes Européens dans la catégorie des auteurs traduits, pour son roman L'Exception
- 2018 : grand prix de littérature du Conseil nordique pour Ör
- 2019 : prix Médicis étranger pour Miss Islande